# 34ste uitreiking van de Premios Goya
De 34ste uitreiking van de Premios Goya zal plaatsvinden in  Málaga op 25 januari 2020. De ceremonie wordt uitgezonden op TVE en zal worden gepresenteerd door Andreu Buenafuente en Silvia Abril.

## Winnaars en genomineerden
| Beste film | Beste regisseur |
| --- | --- |
| - Dolor y gloria - Intemperie - La trinchera infinita - O que arde - Mientras dure la guerra | - Pedro Almodóvar — Dolor y gloria - Aitor Arregi, Jon Garaño, Jose Mari Goenaga — La trinchera infinita - Óliver Laxe — O que arde - Alejandro Amenábar — Mientras dure la guerra                                                                                             |
| Beste acteur | Beste actrice |
| - Antonio Banderas — Dolor y gloria - Antonio de la Torre — La trinchera infinita - Karra Elejalde — Mientras dure la guerra - Luis Tosar — Quien a hierro mata | - Belén Cuesta — La trinchera infinita - Penélope Cruz — Dolor y gloria - Greta Fernández — La hija de un ladrón - Marta Nieto — Madre |
| Beste mannelijke bijrol | Beste vrouwelijke bijrol |
| - Eduard Fernández — Mientras dure la guerra - Asier Etxeandia — Dolor y gloria - Leonardo Sbaraglia — Dolor y gloria - Luis Callejo — Intemperie | - Julieta Serrano — Dolor y gloria - Mona Martínez — Adiós - Natalia de Molina — Adiós - Nathalie Poza — Mientras dure la guerra |
| Beste debuterend acteur | Beste debuterend actrice |
| - Enric Auquer — Quien a hierro mata - Nacho Sánchez — Diecisiete - Vicente Vergara — La trinchera infinita - Santi Prego — Mientras dure la guerra | - Benedicta Sánchez — O que arde - Pilar Gómez — Adiós - Carmen Arrufat — La innocència - Ainhoa Santamaría — Mientras dure la guerra |
| Beste origineel scenario | Beste bewerkt scenario |
| - Dolor y gloria — Pedro Almodóvar - El hoyo — David Desola, Pedro Rivero - La trinchera infinita — Jose Mari Goenaga, Luiso Berdejo - Mientras dure la guerra — Alejandro Amenábar, Alejandro Hernández                                                                                            | - Intemperie — Benito Zambrano, Daniel Remón, Pablo Remón - Buñuel en el laberinto de las tortugas — Eligio Montero, Salvador Simó - Madre — Isabel Peña, Rodrigo Sorogoyen - Ventajas de viajar en tren — Javier Gullón                                                       |
| Beste Ibero-Amerikaanse film | Beste Europese film |
| - La odisea de los giles — - Araña — - El despertar de las hormigas — - Monos — | - Les Misérables — Ladj Ly - Gräns — Ali Abbasi - Portrait de la jeune fille en feu — Céline Sciamma - Yesterday — Danny Boyle |
| Beste debuterend regisseur | Beste animatiefilm |
| - Belén funes — La hija de un ladrón - Salvador Simó — Buñuel en el laberinto de las tortugas - Galder Gaztelu-Urrutia — El hoyo - Aritz Moreno — Ventajas de viajar en tren | - Buñuel en el laberinto de las tortugas - Elcano y Magallanes la primera vuelta al mundo - Klaus |
| Beste camerawerk | Beste montage |
| - O que arde — Mauro Herce - Dolor y gloria — José Luis Alcaine - La trinchera infinita — Javier Agirre Erauso - Mientras dure la guerra — Álex Catalán | - Dolor y gloria — Teresa Font - La trinchera infinita — Laurent Dufreche, Raúl López - Madre — Alberto del Campo - Mientras dure la guerra — Carolina Martínez Urbina |
| Beste artdirector | Beste productiemanager |
| - Mientras dure la guerra — Juan Pedro de Gaspar - Dolor y gloria — Antxón Gómez - La trinchera infinita — Pepe Domínguez - Ventajas de viajar en tren — Mikel Serrano | - Mientras dure la guerra — Carla Pérez de Albéniz - Dolor y gloria — Toni Novella - Intemperie — Manolo Limón - La trinchera infinita — Ander Sistiaga |
| Beste geluid | Beste speciale effecten |
| - La trinchera infinita — Iñaki Díez, Alazne Ameztoy, Xanti Salvador, Nacho Royo-Villanova - Dolor y gloria — Sergio Bürmann, Pelayo Gutiérrez, Marc Orts - Mientras dure la guerra — Aitor Berenguer, Gabriel Gutiérrez - Quien a hierro mata — David Machado, Gabriel Gutiérrez, Yasmina Praderas | - El hoyo — Mario Campoy, Iñaki Madariaga - La trinchera infinita — Jon Serrano, David Heras - Mientras dure la guerra — Raúl Romanillos, Juanma Nogales - Perdiendo el este — Juan Ramón Molina, Félix Bergés                                                                 |
| Beste kostuums | Beste grime en haarstijl |
| - Mientras dure la guerra — Sonia Grande - Dolor y gloria — Paola Torres - La trinchera infinita — Lourdes Fuentes, Saioa Lara - Paradise Hills — Alberto Valcárcel | - Mientras dure la guerra — Ana López-Puigcerver, Belén López-Puigcerver, Nacho Díaz - Dolor y gloria — Ana Lozano, Sergio Pérez Berbel, Montse Ribé - La trinchera infinita — Yolanda Piña, Félix Terrero, Nacho Díaz - Ventajas de viajar en tren — Karmele Soler, Olga Cruz |
| Beste filmmuziek | Beste origineel nummer |
| - Dolor y gloria — Alberto Iglesias - Buñuel en el laberinto de las tortugas — Arturo Cardelús - La trinchera infinita — Pascal Gaigne - Mientras dure la guerra — Alejandro Amenábar | - Intemperie — Javier Ruibal ("Intemperie") - Klaus — Caroline Pennell, Jussi Ilmari Karvinen, Justin Tranter ("Invisible") - La innocència — Toni M. Mir ("Allí en la arena") - La noche de las dos lunas — Lorena López Martínez ("Miel y agua")                             |
| Beste korte film | Beste korte animatiefilm |
| - Suc de Síndria — Irene Moray - El nadador — Pablo Barce - Foreigner — Carlos Violadé Guerrero - Maras — Salvador Calvo - Xiao Xian — Jiajie Yu Yan | - Madrid 2120 — José Luís Quirós y Paco Sáez - El árbol de las almas perdidas — Laura Zamora Cabeza - Homomaquia — David Fidalgo Omil - Muedra — César Díaz Meléndez |
| Beste documentaire | Beste korte documentaire |
| - Ara Malikian: una vida entre las cuerdas - (Aute)retrato - El cuadro - Historias de nuestro cine | - Nuestra vida como niños refugiados en Europa — Silvia Venegas Venegas - 2001 Destellos en la oscuridad — Pedro González Bermúdez - El infierno — Raúl de la Fuente - El sueño europeo: Serbia — Jaime Alekos                                                                 |
| Ere-Goya | |
| Josefa Flores González | |

## Prijzen per film
| Film                                   | Nominaties | Prijzen |
| -------------------------------------- | ---------- | ------- |
| Mientras dure la guerra                | 17         | 5       |
| Dolor y gloria                         | 16         | 7       |
| La trinchera infinita                  | 15         | 2       |
| Intemperie                             | 5          | 2       |
| O que arde                             | 4          | 2       |
| Buñuel en el laberinto de las tortugas | 4          | 1       |
| Ventajas de viajar en tren             | 4          | 0       |
| El hoyo                                | 3          | 1       |
| Quien a hierro mata                    | 3          | 1       |
| Adiós                                  | 3          | 0       |
| Madre                                  | 3          | 0       |
| La hija de un ladrón                   | 2          | 1       |
| Klaus                                  | 2          | 0       |
| La innocència                          | 2          | 0       |